# Старца (Салерно)
Старца је насеље у Италији у округу Салерно, региону Кампанија.
Према процени из 2011. у насељу је живело 222 становника. Насеље се налази на надморској висини од 239 м.